# Томский район
То́мский райо́н — административно-территориальная единица (район) и муниципальное образование (муниципальный район) в Томской области России.
Является самым плотно населённым (8,98 чел./км²) из районов области.
Административный центр — город Томск.
Город Томск и ЗАТО Северск окружены территорией района, и совместно с ним образуют Томскую агломерацию, но при этом в состав Томского района не входят.

## География
Томский район граничит с Кожевниковским, Шегарским, Кривошеинским, Асиновским и Зырянским районами Томской области, на юге — с Новосибирской и Кемеровской областями. Площадь района — 10 064,2 км², из них 75 % занимают леса.
Природа
По территории района протекает 114 рек общей протяжённостью 2193 км, из них только 5 % длиннее 10 км. Основные: Обь, Томь, Таган, Уень, Андрова, Ташлаир, Баксанка, Мурашка, Чёрная, Большая Чёрная, Десятая речка, Ушайка, Каменка, Большая Киргизка, Басандайка.
На территории района находится зоологический заказник федерального значения «Томский» и два заказника областного значения: зоологический «Калтайский» и ландшафтный «Ларинский», 69 памятников природы, в их числе: Таловские чаши, Синий Утёс, Дызвестный ключ, Песчаное озеро, «Аникин Камень» и другие.

## История
Томский район был образован 20 июня 1930 года в составе Сибирского края, его предшественниками были Томский уезд (1604—1925) и Томский округ (с 1925 года). Спустя месяц Сибирский край был разделён на западную и восточную части, и Томский район оказался в составе Западно-Сибирского края.
10 апреля 1933 года ВЦИК постановил «ликвидировать Краснинский и Томский районы края». Томский район был восстановлен 17 января 1935 года. В 1936 году район был вновь упразднён, 22 февраля 1939 — восстановлен.
В феврале 1963 года в состав района вошли земли Туганского района Томской области.
В 2005 году ранее входившие в состав района населённые пункты посёлок Светлый, сёла Тимирязевское и Дзержинское, деревни Лоскутово, Эушта, Киргизка и железнодорожная станция Копылово были присоединены к городу Томску, а бывший эксклавом Томска посёлок Аэропорт стал относиться к Мирненскому сельскому поселению Томского района.
С районом связали свои судьбы Герои Советского Союза: П. А. Серебряков, С. З. Сухин, Ф. И. Тарасов, Д. Ф. Тимофеев, и другие.

## Население
| 1939    | 1959    | 1970    | 1979    | 1989    | 2002    | 2007    | 2008    |
| ------- | ------- | ------- | ------- | ------- | ------- | ------- | ------- |
| 52 186  | ↗59 288 | ↗75 735 | ↗78 057 | ↗92 340 | ↘85 888 | ↘65 900 | ↗66 200 |
| 2009    | 2010    | 2011    | 2012    | 2013    | 2014    | 2015    | 2016    |
| ↗66 754 | ↗68 652 | ↗68 843 | ↗69 642 | ↗70 546 | ↗71 541 | ↗71 754 | ↗72 406 |
| 2017    | 2018    | 2019    | 2020    | 2021    | 2024    | 2025    |         |
| ↗73 469 | ↗75 154 | ↗76 872 | ↗79 468 | ↗88 968 | ↗89 298 | ↗90 145 |         |

Численность населения района составляет 8.67 % от населения области.

## Муниципально-территориальное устройство
В муниципальный район входят 19 муниципальных образований со статусом сельских поселений.
| №  | Муниципальное образование             | Административный центр    | Количество населённых пунктов | Население (чел.) | Площадь (км²) |
| -- | ------------------------------------- | ------------------------- | ----------------------------- | ---------------- | ------------- |
| 1  | Богашёвское сельское поселение        | село Богашёво             | 18                            | ↘6931            | 366,54        |
| 2  | Воронинское сельское поселение        | деревня Воронино          | 6                             | ↗2940            | 710,05        |
| 3  | Заречное сельское поселение           | село Кафтанчиково         | 6                             | ↗13 956          | 281,42        |
| 4  | Зональненское сельское поселение      | посёлок Зональная Станция | 2                             | ↗15 566          | 18,03         |
| 5  | Зоркальцевское сельское поселение     | село Зоркальцево          | 13                            | ↘6080            | 1026,52       |
| 6  | Итатское сельское поселение           | село Итатка               | 5                             | ↗2123            | 1392,05       |
| 7  | Калтайское сельское поселение         | село Калтай               | 5                             | ↗3831            | 1034,53       |
| 8  | Копыловское сельское поселение        | посёлок Копылово          | 6                             | ↘4573            | 161,24        |
| 9  | Корниловское сельское поселение       | село Корнилово            | 6                             | ↗5404            | 175,26        |
| 10 | Малиновское сельское поселение        | село Малиновка            | 6                             | ↘5106            | 422,62        |
| 11 | Межениновское сельское поселение      | село Межениновка          | 6                             | ↗2127            | 421,62        |
| 12 | Мирненское сельское поселение         | посёлок Мирный            | 6                             | ↗3744            | 105,16        |
| 13 | Моряковское сельское поселение        | село Моряковский Затон    | 9                             | ↘5248            | 1673,47       |
| 14 | Наумовское сельское поселение         | село Наумовка             | 6                             | ↗717             | 482,72        |
| 15 | Новорождественское сельское поселение | село Новорождественское   | 5                             | ↗1610            | 478,72        |
| 16 | Октябрьское сельское поселение        | село Октябрьское          | 4                             | ↘1814            | 171,25        |
| 17 | Рыбаловское сельское поселение        | село Рыбалово             | 5                             | ↘2089            | 423,62        |
| 18 | Спасское сельское поселение           | село Батурино             | 6                             | ↗2973            | 220,33        |
| 19 | Турунтаевское сельское поселение      | село Турунтаево           | 8                             | ↗2136            | 473,70        |

### Населённые пункты
В Томском районе 124 населённых пунктов.
| №   | Населённый пункт    | Тип                     | Население | Муниципальное образование             |
| --- | ------------------- | ----------------------- | --------- | ------------------------------------- |
| 1   | Аксёново            | деревня                 | ↗45       | Богашёвское сельское поселение        |
| 2   | Александровское     | село                    | ↘881      | Малиновское сельское поселение        |
| 3   | Аркашево            | деревня                 | ↗140      | Корниловское сельское поселение       |
| 4   | Аэропорт            | посёлок                 | ↘968      | Мирненское сельское поселение         |
| 5   | Барабинка           | деревня                 | ↗663      | Заречное сельское поселение           |
| 6   | Басандайка          | посёлок                 | ↘868      | Межениновское сельское поселение      |
| 7   | Батурино            | село                    | ↘982      | Спасское сельское поселение           |
| 8   | Белоусово           | деревня                 | ↘295      | Богашёвское сельское поселение        |
| 9   | Берёзкино           | деревня                 | ↗446      | Зоркальцевское сельское поселение     |
| 10  | Берёзовая Речка     | деревня                 | ↘5        | Калтайское сельское поселение         |
| 11  | Бобровка            | деревня                 | ↗5        | Наумовское сельское поселение         |
| 12  | Богашёво            | село                    | ↗4142     | Богашёвское сельское поселение        |
| 13  | Бодажково           | деревня                 | ↘58       | Корниловское сельское поселение       |
| 14  | Большое Протопопово | деревня                 | ↗606      | Мирненское сельское поселение         |
| 15  | Борики              | деревня                 | ↘315      | Зоркальцевское сельское поселение     |
| 16  | Быково              | деревня                 | ↘4        | Зоркальцевское сельское поселение     |
| 17  | Верхнее Сеченово    | деревня                 | ↘139      | Рыбаловское сельское поселение        |
| 18  | Вершинино           | село                    | ↗717      | Спасское сельское поселение           |
| 19  | Воронино            | деревня                 | ↗1196     | Воронинское сельское поселение        |
| 20  | Вороново            | деревня                 | ↗12       | Богашёвское сельское поселение        |
| 21  | Георгиевка          | деревня                 | ↗60       | Наумовское сельское поселение         |
| 22  | Головина            | деревня                 | ↗235      | Заречное сельское поселение           |
| 23  | Горьковка           | деревня                 | ↗10       | Турунтаевское сельское поселение      |
| 24  | Госконюшня          | деревня                 | ↘21       | Калтайское сельское поселение         |
| 25  | Губино              | деревня                 | ↘494      | Моряковское сельское поселение        |
| 26  | Заречный            | посёлок                 | ↘561      | Малиновское сельское поселение        |
| 27  | Заречный            | посёлок                 | ↗20       | Межениновское сельское поселение      |
| 28  | Зональная Станция   | посёлок                 | ↗15 421   | Зональненское сельское поселение      |
| 29  | Зоркальцево         | село                    | ↗1572     | Зоркальцевское сельское поселение     |
| 30  | Ипатово             | деревня                 | ↗2        | Богашёвское сельское поселение        |
| 31  | Итатка              | село                    | ↘1090     | Итатское сельское поселение           |
| 32  | Казанка             | деревня                 | ↘96       | Спасское сельское поселение           |
| 33  | Кайдаловка          | посёлок                 | ↗399      | Зоркальцевское сельское поселение     |
| 34  | Калтай              | село                    | ↗1122     | Калтайское сельское поселение         |
| 35  | Кандинка            | деревня                 | ↘1111     | Калтайское сельское поселение         |
| 36  | Карбышево           | деревня                 | ↘146      | Рыбаловское сельское поселение        |
| 37  | Кафтанчиково        | село                    | ↗1724     | Заречное сельское поселение           |
| 38  | Каштак              | железнодорожный разъезд | ↘16       | Богашёвское сельское поселение        |
| 39  | Кисловка            | деревня                 | ↗9482     | Заречное сельское поселение           |
| 40  | Ключи               | посёлок                 | ↗645      | Богашёвское сельское поселение        |
| 41  | Козюлино            | деревня                 | ↗62       | Моряковское сельское поселение        |
| 42  | Коларово            | село                    | ↗376      | Спасское сельское поселение           |
| 43  | Коломино            | деревня                 | ↘42       | Зоркальцевское сельское поселение     |
| 44  | Конинино            | деревня                 | ↘139      | Копыловское сельское поселение        |
| 45  | Копылово            | посёлок                 | ↗2503     | Копыловское сельское поселение        |
| 46  | Корнилово           | село                    | ↗4733     | Корниловское сельское поселение       |
| 47  | Красноигловск       | деревня                 | ↗2        | Моряковское сельское поселение        |
| 48  | Кудринский Участок  | деревня                 | ↘299      | Зоркальцевское сельское поселение     |
| 49  | Курлек              | село                    | ↗1572     | Калтайское сельское поселение         |
| 50  | Кусково             | деревня                 | ↗51       | Копыловское сельское поселение        |
| 51  | Лаврово             | деревня                 | ↘110      | Рыбаловское сельское поселение        |
| 52  | Лучаново            | село                    | ↘1073     | Богашёвское сельское поселение        |
| 53  | Лязгино             | деревня                 | ↗228      | Корниловское сельское поселение       |
| 54  | Магадаево           | деревня                 | →16       | Богашёвское сельское поселение        |
| 55  | Мазалово            | деревня                 | ↘469      | Новорождественское сельское поселение |
| 56  | Малая Михайловка    | деревня                 | ↗245      | Корниловское сельское поселение       |
| 57  | Малиновка           | село                    | ↘2222     | Малиновское сельское поселение        |
| 58  | Малое Протопопово   | деревня                 | ↗98       | Мирненское сельское поселение         |
| 59  | Межениновка         | село                    | ↗1178     | Межениновское сельское поселение      |
| 60  | Милоновка           | деревня                 | →2        | Воронинское сельское поселение        |
| 61  | Мирный              | посёлок                 | ↗1558     | Мирненское сельское поселение         |
| 62  | Михайловка          | деревня                 | →1        | Наумовское сельское поселение         |
| 63  | Молодёжный          | посёлок                 | ↘1393     | Малиновское сельское поселение        |
| 64  | Моряковский Затон   | село                    | ↘4480     | Моряковское сельское поселение        |
| 65  | Москали             | деревня                 | ↘48       | Малиновское сельское поселение        |
| 66  | Нагорный Иштан      | деревня                 | ↘17       | Моряковское сельское поселение        |
| 67  | Надежда             | деревня                 | ↘86       | Наумовское сельское поселение         |
| 68  | Наумовка            | село                    | ↘504      | Наумовское сельское поселение         |
| 69  | Некрасово           | деревня                 | ↗113      | Богашёвское сельское поселение        |
| 70  | Нелюбино            | деревня                 | ↘1254     | Зоркальцевское сельское поселение     |
| 71  | Николаевка          | деревня                 | ↘71       | Октябрьское сельское поселение        |
| 72  | Новоархангельское   | село                    | ↗349      | Турунтаевское сельское поселение      |
| 73  | Новоигловск         | деревня                 | →0        | Моряковское сельское поселение        |
| 74  | Новомихайловка      | деревня                 | ↗604      | Воронинское сельское поселение        |
| 75  | Новорождественское  | село                    | ↘950      | Новорождественское сельское поселение |
| 76  | Новостройка         | деревня                 | ↗34       | Новорождественское сельское поселение |
| 77  | Овражное            | деревня                 | ↘12       | Богашёвское сельское поселение        |
| 78  | Октябрьское         | село                    | ↘1708     | Октябрьское сельское поселение        |
| 79  | Ольговка            | деревня                 | ↘1        | Малиновское сельское поселение        |
| 80  | Омутное             | деревня                 | ↘0        | Воронинское сельское поселение        |
| 81  | Перовка             | деревня                 | →129      | Турунтаевское сельское поселение      |
| 82  | Петрово             | деревня                 | ↗594      | Зоркальцевское сельское поселение     |
| 83  | Петровский Участок  | деревня                 | ↗142      | Зоркальцевское сельское поселение     |
| 84  | Петропавловка       | село                    | ↗61       | Наумовское сельское поселение         |
| 85  | Петухово            | железнодорожный разъезд | ↗10       | Богашёвское сельское поселение        |
| 86  | Петухово            | село                    | ↘493      | Богашёвское сельское поселение        |
| 87  | Писарево            | деревня                 | ↗8        | Богашёвское сельское поселение        |
| 88  | Плотниково          | деревня                 | ↗155      | Мирненское сельское поселение         |
| 89  | Подломск            | деревня                 | ↘195      | Турунтаевское сельское поселение      |
| 90  | Позднеево           | деревня                 | ↗145      | Зональненское сельское поселение      |
| 91  | Поздняково          | посёлок                 | ↗19       | Моряковское сельское поселение        |
| 92  | Половинка           | село                    | ↘174      | Моряковское сельское поселение        |
| 93  | Попадейкино         | деревня                 | ↘0        | Зоркальцевское сельское поселение     |
| 94  | Поросино            | деревня                 | ↘949      | Зоркальцевское сельское поселение     |
| 95  | Постниково          | деревня                 | ↗7        | Копыловское сельское поселение        |
| 96  | Просекино           | деревня                 | ↘0        | Богашёвское сельское поселение        |
| 97  | Рассвет             | посёлок                 | ↗1866     | Копыловское сельское поселение        |
| 98  | Романовка           | деревня                 | ↘157      | Новорождественское сельское поселение |
| 99  | Рыбалово            | село                    | ↘1685     | Рыбаловское сельское поселение        |
| 100 | Салтанаково         | деревня                 | →0        | Моряковское сельское поселение        |
| 101 | Сафроново           | деревня                 | ↘0        | Корниловское сельское поселение       |
| 102 | Семилужки           | село                    | ↘1010     | Воронинское сельское поселение        |
| 103 | Синий Утёс          | посёлок                 | ↗500      | Спасское сельское поселение           |
| 104 | Смена               | посёлок                 | ↗51       | Межениновское сельское поселение      |
| 105 | Спасо-Яйское        | деревня                 | ↘164      | Турунтаевское сельское поселение      |
| 106 | Суетиловка          | деревня                 | ↗8        | Турунтаевское сельское поселение      |
| 107 | Сухарево            | деревня                 | ↘36       | Богашёвское сельское поселение        |
| 108 | Сухоречье           | село                    | ↘128      | Воронинское сельское поселение        |
| 109 | Тахтамышево         | село                    | ↗765      | Заречное сельское поселение           |
| 110 | Томское             | село                    | ↗1033     | Итатское сельское поселение           |
| 111 | Трубачево           | посёлок                 | ↗359      | Мирненское сельское поселение         |
| 112 | Турунтаево          | село                    | ↘945      | Турунтаевское сельское поселение      |
| 113 | Усманка             | деревня                 | →0        | Новорождественское сельское поселение |
| 114 | Ущерб               | деревня                 | ↗35       | Октябрьское сельское поселение        |
| 115 | Халдеево            | деревня                 | ↗336      | Турунтаевское сельское поселение      |
| 116 | Чёрная Речка        | деревня                 | ↘1087     | Заречное сельское поселение           |
| 117 | Чернышевка          | деревня                 | ↘9        | Рыбаловское сельское поселение        |
| 118 | Ягодное             | посёлок                 | ↘7        | Богашёвское сельское поселение        |
| 119 | Яр                  | село                    | ↗302      | Спасское сельское поселение           |
| 120 | 104 км              | железнодорожный разъезд | ↗7        | Копыловское сельское поселение        |
| 121 | 129 км              | железнодорожный разъезд | ↘0        | Октябрьское сельское поселение        |
| 122 | 26 км               | железнодорожный разъезд | ↘3        | Межениновское сельское поселение      |
| 123 | 41 км               | железнодорожный разъезд | →7        | Межениновское сельское поселение      |
| 124 | 86-й Квартал        | посёлок                 | ↘64       | Зоркальцевское сельское поселение     |

| №  | Населённый пункт | Тип     | год упразднения |
| -- | ---------------- | ------- | --------------- |
| 1  | Аникино          | деревня | 1961            |
| 2  | Балаганы         | деревня | 1972            |
| 3  | Белобородово     | деревня | 1954            |
| 4  | Васильевка       | деревня | 1962            |
| 5  | Виленка          | деревня | 2004            |
| 6  | Владимировка     | деревня | 1972            |
| 7  | Горбуново        | деревня | 1972            |
| 8  | Госсортоучасток  | посёлок | 2024            |
| 9  | Гродненка        | деревня | 1972            |
| 10 | Дубровка         | деревня | 1972            |
| 11 | Иглаково         | деревня | 1949            |
| 12 | Каракозово       | посёлок | 2024            |
| 13 | Кирек            | деревня | 1978            |
| 14 | Колбиха          | село    | 1972            |
| 15 | Мостовка         | деревня | 1972            |
| 16 | Ольговка         | станция | 2004            |
| 17 | Мостовка         | деревня | 1972            |
| 18 | Подлесовка       | деревня | 1980            |
| 19 | Покровка         | деревня | 2004            |
| 20 | Рогоженка        | деревня | 1962            |
| 21 | Смокотино        | деревня | 1976            |
| 22 | Тигильдеево      | деревня | 1972            |
| 23 | Тюнярь           | деревня | 1972            |
| 24 | Чёрная Речка     | посёлок | 2024            |
| 25 | Южный            | посёлок | 2024            |

### Упразднённые населённые пункты
См. исчезнувшие населённые пункты Томского района

## Местное самоуправление
Глава Томского района — Хрячков Павел Петрович

## Экономика
В октябре 2018 года было заявлено о начале геологоразведочных работ для последующей разработки Турунтаевского проявления руд полиметаллов.

## СМИ
Два раза в неделю выходит районная газета «Томское предместье».